# Euhyposmocoma
Euhyposmocoma är ett släkte av fjärilar. Euhyposmocoma ingår i familjen fransmalar.
Kladogram enligt Catalogue of Life:
| Euhyposmocoma | \| \| Euhyposmocoma ekaha \| \| \| \| \| \| Euhyposmocoma trivitella \| \| \| \| |
|               | \| \| Euhyposmocoma ekaha \| \| \| \| \| \| Euhyposmocoma trivitella \| \| \| \| |
|               | Euhyposmocoma ekaha                                                              |
|               |                                                                                  |
|               | Euhyposmocoma trivitella                                                         |
|               |                                                                                  |